# Tarenna gilletii
Tarenna gilletii là một loài thực vật có hoa trong họ Thiến thảo. Loài này được (De Wild. & T.Durand) N.Hallé ex Gereau miêu tả khoa học đầu tiên năm 1998.